# The Fall Guy (videogioco)
The Fall Guy, riportato sulle copertine anche come Fall Guy, è un videogioco tratto ufficialmente dalla serie televisiva Professione pericolo (titolo originale The Fall Guy), pubblicato a fine 1984 per ZX Spectrum e a inizio 1985 per Commodore 64 da Elite Systems.
Il giocatore controlla lo stuntman Colt Seavers, protagonista della serie TV, impegnato a girare scene d'azione saltando sopra oggetti in movimento.
Inizialmente il programma era dotato di un sistema di turbo load, anche con finalità di protezione dalla copia, ma dopo la pubblicazione delle prime 5000 copie si riscontrò un grave problema di caricamento. La Elite Systems dovette ritirare e sostituire le cassette con una nuova versione priva di turbo load.

## Modalità di gioco
Il gioco è composto da livelli con visuale di profilo e schermata fissa, attraversati orizzontalmente da una successione di mezzi in movimento che fanno da piattaforme su cui il protagonista deve saltare dall'una all'altra.
Colt può correre a destra e sinistra e saltare ad altezze variabili, a seconda del tempo di pressione del pulsante di salto.
A ogni livello lo scenario e il tipo di mezzo sono diversi: nel primo si parte da sopra un ponte e si deve balzare su un treno, e quindi da un vagone all'altro; nei livelli successivi si salta su carrelli, barche, carri armati, ecc. Bisogna stare attenti a non cadere tra un mezzo e l'altro e a non farsi trasportare fuori dal campo visivo. Possono esserci anche altri pericoli da evitare, ad esempio nel primo livello un uccello.
Per superare un livello Colt deve effettuare un certo numero di salti spettacolari, senza mai sbagliare, nel più breve tempo possibile; il tempo è rappresentato dal budget di denaro disponibile per il film, che diminuisce costantemente. In ogni livello si ha un numero fisso di tentativi a disposizione (5 su Spectrum, 3 su Commodore) prima del game over.